# Nakręć ze mną porno
Nakręć ze mną porno (ang. Humpday) – amerykański film komediowy z 2009 roku.

## Opis fabuły
Ben i Andrew, dwaj heteroseksualni przyjaciele, spotykają się po dziesięciu latach od kiedy ostatni raz zamienili ze sobą słowo. By uczcić tę sytuację, zorganizowana zostaje impreza. W stanie upojenia alkoholem mężczyźni zgłaszają się do amatorskiego konkursu gejowskich filmów porno.

## Obsada
- Mark Duplass jako Ben
- Joshua Leonard jako Andrew
- Alycia Delmore jako Anne
- Lynn Shelton jako Monica
- Trina Willard jako Lily

## Box Office
W weekend otwierający emisję w Stanach Zjednoczonych wpływy ze sprzedaży biletów wyniosły 28 737 USD.